# Norberto Höfling
Norberto Höfling (n. 20 iunie 1924 — d. 18 aprilie 2005) a fost un fotbalist și antrenor evreu român. 
Höfling și-a început cariera în România ajungând la apogeu între 1945 și 1947, când a jucat pentru echipa națională a României și pentru Carmen București, la acea vreme una din cele mai bune echipe.
În 1948 a plecat din țară ca să joace pentru MTK Budapesta, după aceea jucând pentru SS Lazio, Pro Patria Calcio și încheindu-și cariera la Vicenza Calcio.
La 33 de ani, în 1957, Höfling și-a început cariera de antrenor la Club Brugge. După șase ani a plecat de la club după o dispută cu jucătorul vedetă de atunci al lui Club Brugge, Fernand Goyvaerts pentru a antrena clubul olandez Feyenoord.
La un an a fost concediat de Feyenoord, el întorcându-se în Belgia și semnând cu R. White Daring Molenbeek, ajutându-i să promoveze în Prima Divizie Belgiană.
În 1967 s-a reîntors la Club Brugge. Al doilea mandat la club a fost mai de succes decât primul câștigând în acest mandat Cupa Belgiei, înainte de a semna cu R.S.C. Anderlecht, numai pentru a fi concediat după câteva luni din cauza rezultatelor slabe.
A urmat un al doilea mandat la R.W.D. Molenbeek, dar de data aceasta numai pentru o scurtă perioadă de timp deoarece nu a reușit să promoveze în prima ligă, la fel cum a făcut în urmă cu câțiva ani când echipa era denumită Racing White.
În 1972 a semnat cu A.S. Oostende și în numai doi ani a promovat echipa din liga a treia în prima ligă. Din nou au apărut probleme între el, conducere și jucători acest lucru determinându-l să se retragă în 1976.
A murit la vârsta de 80 de ani în Bruges.